# Ryszard Tarasiewicz
Ryszard Jerzy Tarasiewicz é um ex-futebolista polonês. Ele competiu na Copa do Mundo FIFA de 1986, sediada no México, na qual a seleção de seu país terminou na 14º colocação dentre os 24 participantes.